# Viranepiskopí
Viranepiskopí, en grec moderne : Βιρανεπισκοπή, est un village du dème de Réthymnon, en Crète, en Grèce. Selon le recensement de 2011, la population de Viranepiskopí compte 122 habitants. Le village est situé à une altitude de 85 m et à 14 km de Réthymnon.

## Recensements de la population
| Recensements | 1900 | 1920 | 1928 | 1940 | 1951 | 1961 | 1971 | 1981 | 1991 | 2001 | 2011 |
| ------------ | ---- | ---- | ---- | ---- | ---- | ---- | ---- | ---- | ---- | ---- | ---- |
| Population   | -    | 91   | 85   | 159  | 189  | 154  | 88   | 93   | -    | 114  | 122  |